# Варнсдорф
Варнсдорф (чеськ. Varnsdorf, нім. Warnsdorf) або Варночиці (в-луж. і н-луж. Warnoćicy) — місто на півночі Чехії, в окрузі Дечин Устецького краю.
Розташоване на південному сході Шлукновського виступу. Через місто протікає ріка Мандава. Варнсдорф з трьох боків оточений Німеччиною; знаходиться за 32 км на схід від Дечина і за 34 км на північний захід від Ліберця. У місті знаходяться пункти пропуску через кордон з Німеччиною: автомобільні Варнсдорф-Зайфгеннерсдорф і Варнсдорф-Гросшенау і транзитна залізнична гілка з Циттау в Айбау.
Варнсдорф є другим за кількістю населення містом округу Дечин і складається з міських районів Варнсдорф, Студанка і Светліни. Є центром муніципалітету з розширеними повноваженнями, який крім самого Варнсдорфа включає громади Горні-Подлужи, Дольні-Подлужи, Їржетін под Єдловоу, Рибніште і Хршібска.

## Назва

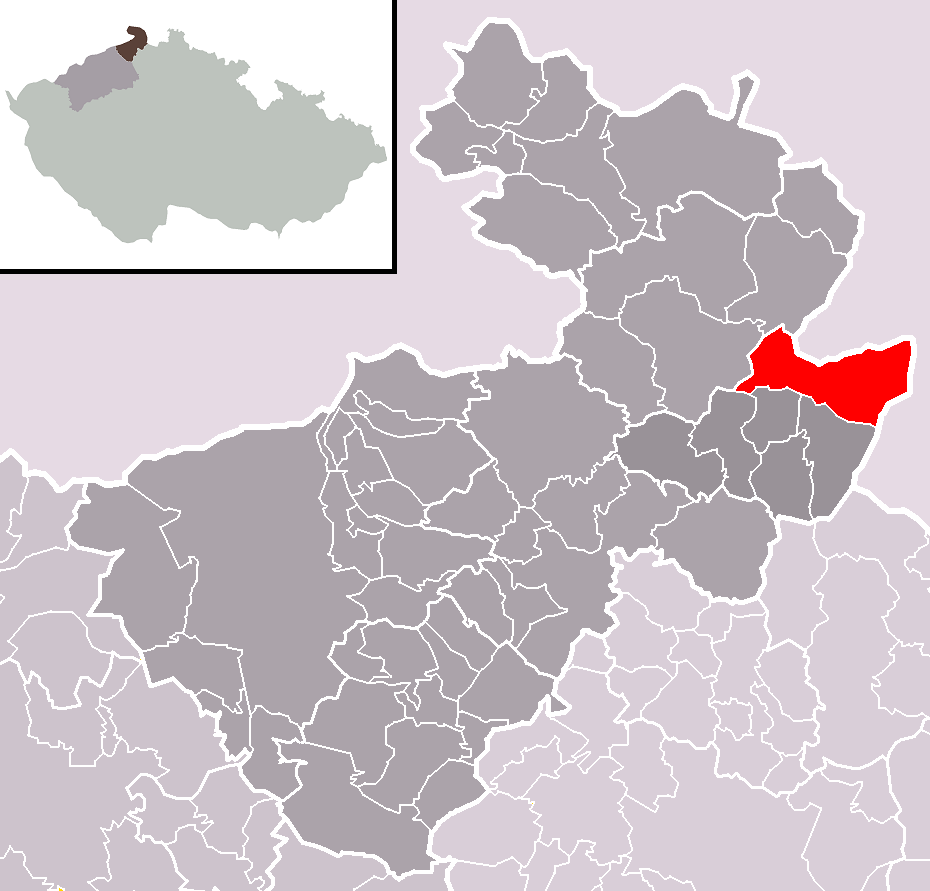
Громада Варнсдорф на мапі

Історія міста починається у другій половині XIV століття з виникненням землеробських господарств.
Назва Варнсдорф означає село Вернара. Вперше цю назву згадує циттауська хроніка в 1341 у зв'язку з Їндржіхом з Варнсдорфа. Існує легенда, що Вернар попереджав (нім. warnen — попереджати, оповіщати) мандрівників про грабіжників, які водилися в околицях Варнсдорфа.
На відміну від інших міст в прикордонні, Варнсдорф ніколи не перейменовувався і не мав чеської назви.

## Історія

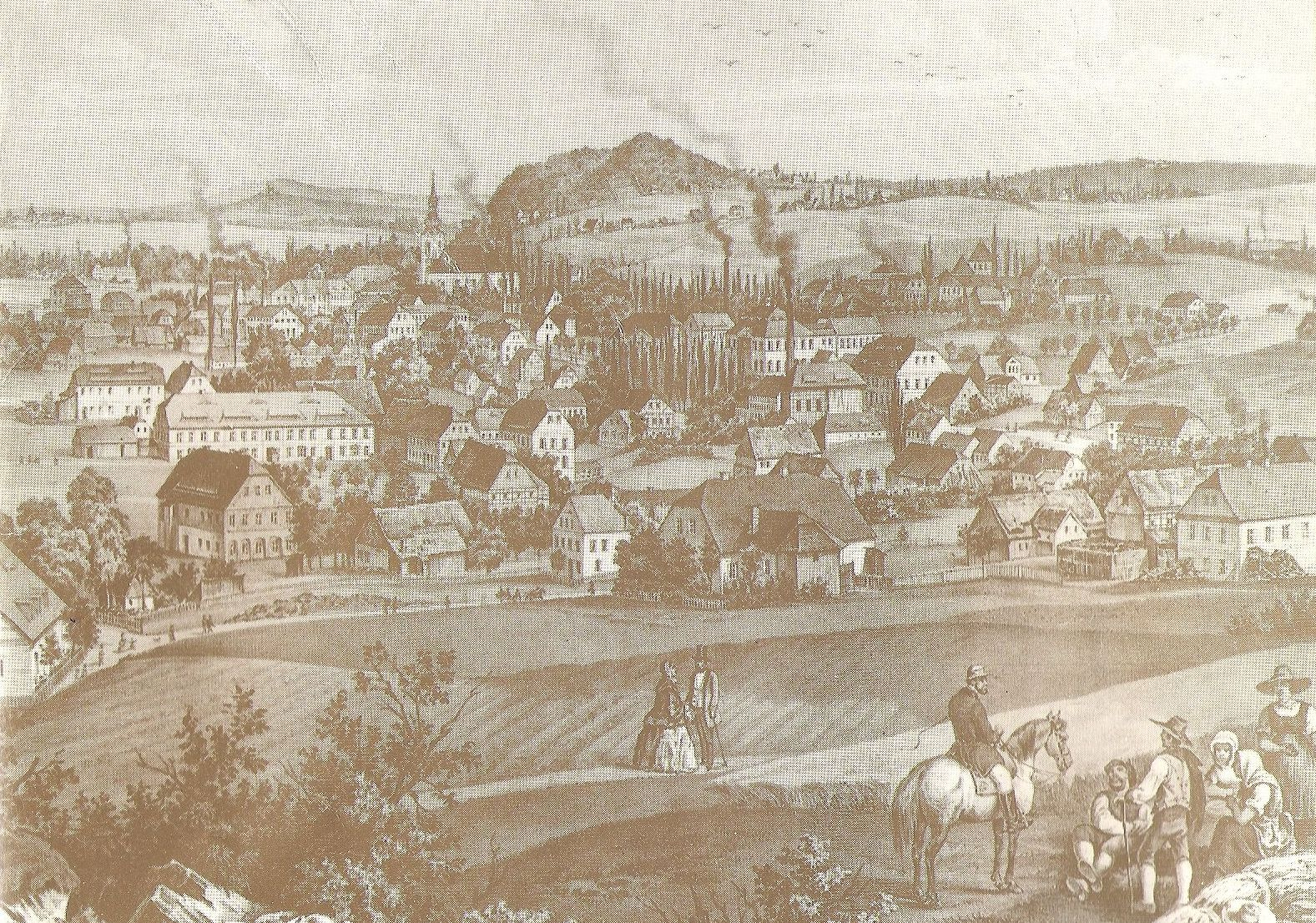
Вид на Варнсдорф в 1821

### Створення
Область, де зараз знаходиться Варнсдорф, була заселена ще на початку нашої ери, коли на території Богемії жило германське плем'я маркоманів, а в Верхній Лужиці — плем'я семнонів. Після поразок, які ці племена зазнали від римлян, край на кілька століть перетворився в безлюдну глушину з непрохідними лісами.
На землі Варнсдорфа перше село виникло приблизно в 1200 і його власником був шляхетський рід Берків. Згодом край належав Вартенберкам (починаючи з 1310), а потім Шлейніцам (з 1494). Економіка краю зросла завдяки видобутку срібла в Їржетіні под Єдловоу.
До кінця XIV століття у Варнсдорфі знаходився лицарський маєток. Від нього походить сучасний герб міста: білий півмісяць і зірка на синьому тлі. Гуситський рух практично не зачепив ці землі, які були під охороною Циттау.

### Новий час

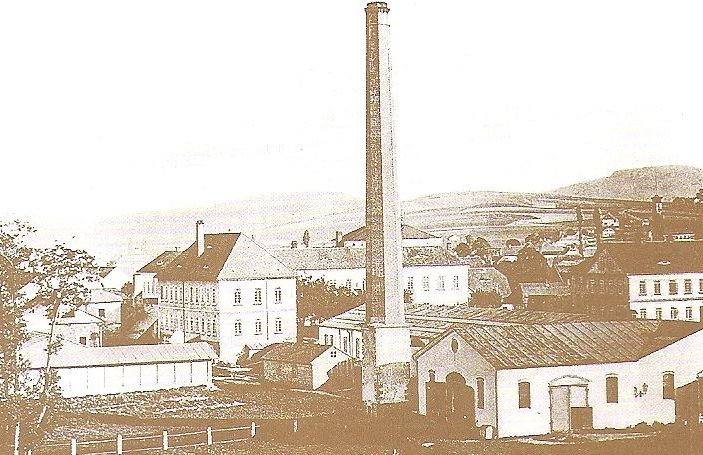
Фреліхівська фабрика в 1850, найстаріша фотографія Варнсдорфа

У 1570 Варнсдорф став самостійним маєтком, яким залишався до кінця Тридцятилітньої війни. В 1620 маєток було конфісковано і в 1641 приєднано до румбуркського маєтку. Під час Тридцятилітньої війни Варнсдорф був зайнятий шведськими військами. У 1642 був знищений замок Тольштейн, що знаходився за 7 км. Після війни некатолицьке населення (близько 250 чоловік) емігрувало в сусідню Саксонію. У 1678 у Варнсдорфі жило 600 мешканців.
У 1681 маєток викупив рід Ліхтеншейтнів і володів ним до 1919.
На початку XVIII століття в місті почала розвиватися текстильна промисловість, передусім полотняні мануфактури. У 1777 була заснована фірма Фреліх, яка з 1790 виробляла вельвет.
Після Наполеонівських воєн місцеві підприємці почали провозити контрабандою англійську пряжу з Саксонії, що призвело до безробіття. З 1817 по 1837 пройшов ряд успішних виступів робітників, які організовано боролися з фабрикантами і контрабандою.
28 березня 1829 в місті сталася велика пожежа, був значно пошкоджений костел святих Петра і Павла, знищені костельні дзвони, годинник, орган і люстра.

### Період1848—1945

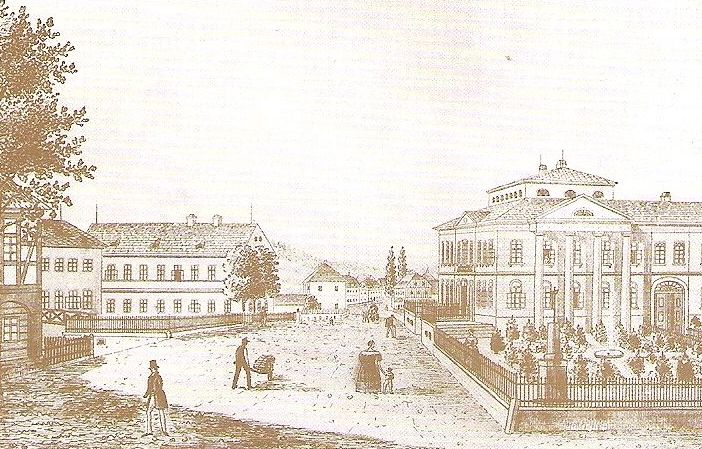
Фреліхівська фабрика з Середнім млином, який працював до 1870

У 1849 шість сіл на місці сучасного Варнсдорф об'єдналися в одне, яке налічувало 9600 жителів. У 1868, коли поселення вважалося найбільшою селом Австро-Угорщини, статус був підвищений до міста. Населення тоді становило 14000 мешканців.
В цьому ж році у Варнсдорф приїхав перший поїзд з Дечина, і завдяки залізничному сполученню активізувався розвиток промисловості, перш за все машинобудівної та текстильної. У другій половині XIX століття місто мало прізвисько «маленький Манчестер чеської Голландії».
У 1872 році була заснована місцева єпархія Старокатолицької церкви.
Чеський історик Йозеф Вітезслав Шимак описав Варнсдорф кінця XIX століття досить невтішно: «У Варнсдорфа по-справжньому непривабливий вигляд, навіть сумний. У ньому немає власне вулиць, лише дороги і шосе. Фабрики-довгобуди без дахів, непривітні, брудні двори упереміш з дерев'яними будинками і низькими халупами робітників».
У 1896 у місті відбулась районна сільсько-промислова виставка. На початку XX століття тут було біля 160 фабрик, і майже 80 % жителів працювало у промисловому виробництві. У 1900 пройшов рух працівників мануфактур з вимогою десятигодинного робочого дня, який зібрав 3000 робочих.
Під час Першої світової війни почалися труднощі з поставками, нестача продуктів і епідемія тифу.
У 1918 текстильне виробництво виявилося в глибокій кризі, після якої вже ніколи не досягло колишнього рівня. Причиною став розвал Австро-Угорщини, внаслідок чого значна частина покупців продукції раптово виявилася за кордоном.
У 1930 до чеської національності себе відносили тільки 6,6 % населення міста. Великою популярністю в місті користувалася Судето-німецька партія Конрада Генляйна. У 1938 агресивність прихильників Генляйна росла і збільшилася кількість сутичок з прикордонниками. 23 вересня у Варнсдорф вступила чехословацька армія. 30 вересня було підписано Мюнхенську угоду і 2 жовтня місто зайняли війська Третього рейху.
Військові події 1939—1945 років практично не торкнулися Варнсдорфа. З кінця 1943 місто було заповнене біженцями із зруйнованих німецьких міст і з східного фронту. Перед кінцем Другої світової війни в 1945 відбулася публічна страта Рудольфа Поссельта, німця, який відмовився знову відправитися в складі німецької армії на східний фронт.

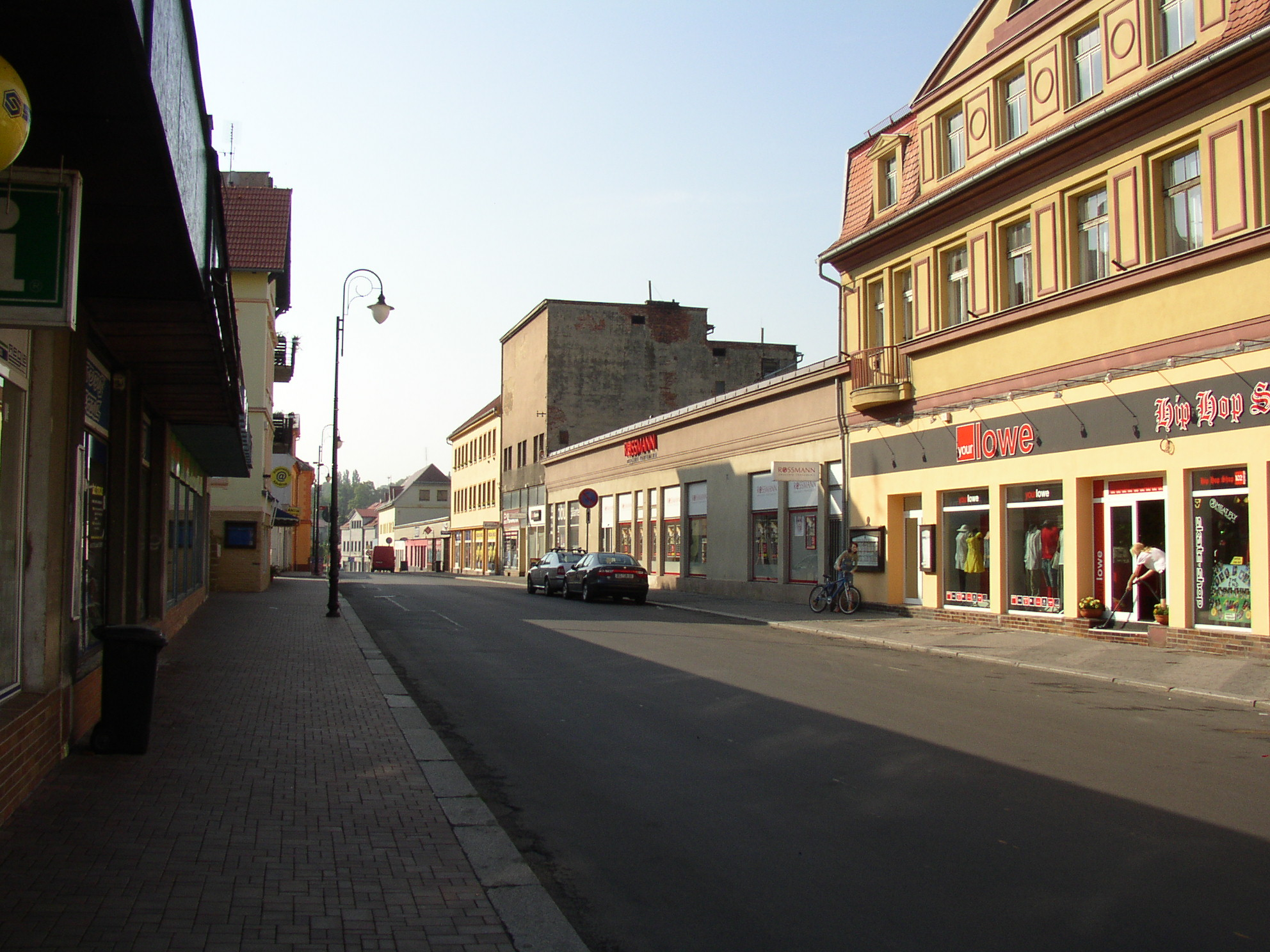
Національний проспект

### Сучасність
Перша частина Червоної Армії увійшла в Варнсдорф 9 травня 1945, а 19 травня прийшла чехословацька армія. 22 червня 1945 пройшло перше стихійне виселення німців, а 19 липня — друге. Після Потсдамської конференції стихійні виселення закінчилися. Наступне виселення німецького населення йшло як в окупаційні зони в західній Німеччині, так і в радянські зони і в місця, заселені переважно чехами.
5 березня 1947 відбувся страйк, в якому взяло участь 10000 чоловік. Він був викликаний суперечкою про фабрику колишнього власника, німця єврейського походження Еміля Беєра, який прибув з еміграції і домагався повернення фабрики. Місцева рада депутатів вирішила, що фабрику буде йому повернуто, але під тиском страйкуючих суд це рішення скасував.
У 1948 році в місті шляхом об'єднання дрібних фабрик і виробництв з'явилося три великих підприємства: Velveta, Elite і TOS Varnsdorf. У 1967 був відкритий прикордонний перехід в Німеччину. У відкритті переходу брав участь президент Антонін Новотни.
Було побудовано водосховище під назвою Машіняк і з'явився кінотеатр Панорама. У соціалістичний період в місті побудували панельні мікрорайони і були зруйновані деякі історичні об'єкти, наприклад готель Біржа на площі (1642) або Ганішув дім, в якому знаходилася бібліотека.
У 1961 Варнсдорф був урочисто оголошений зразковим прикордонним містом.
У 1980 році село Студанка була приєднана до Варнсдорфа.
На перших виборах після Оксамитової революції в листопаді 1990 переміг Громадянський форум, старостою міста був обраний Едуард Вебр.
У 1995 було засновано товариство «Малий регіон Мандава— Шпрее», до якого увійшли міста по обидва боки кордону (Сохланд, Шлукнов, Еберсбах, Їржіков, Румбурк, Нойгерсдорф, Варнсдорф, Дольні Подлужи, Гросшенау і Вальтерсдорф).
В 1996 заснована єпископська гімназія Варнсдорф.
У 1997 відкрився перший супермаркет — Білла.
2 липня 1999 Варнсдорф відвідав президент Вацлав Гавел, а 17 жовтня 2007 президент Вацлав Клаус.

## Населення
| Рік  | Чисельність | Чисельність |
| ---- | ----------- | ----------- |
| 1869 | 13 180      | [ 4 ]       |
| 1869 | 15 610      | [ 31 ]      |
| 1880 | 17 604      | [ 31 ]      |
| 1880 | 15 162      | [ 4 ]       |
| 1890 | 20 654      | [ 31 ]      |
| 1900 | 23 501      | [ 31 ]      |
| 1910 | 25 589      | [ 31 ]      |
| 1921 | 22 242      | [ 31 ]      |
| 1930 | 22 621      | [ 4 ]       |

| Рік  | Чисельність | Чисельність |
| ---- | ----------- | ----------- |
| 1930 | 24 742      | [ 31 ]      |
| 1950 | 15 782      | [ 31 ]      |
| 1950 | 15 043      | [ 4 ]       |
| 1961 | 14 089      | [ 31 ]      |
| 1961 | 13 463      | [ 4 ]       |
| 1970 | 14 006      | [ 4 ]       |
| 1970 | 14 512      | [ 31 ]      |
| 1980 | 16 356      | [ 4 ]       |
| 1980 | 16 356      | [ 31 ]      |

| Рік  | Чисельність | Чисельність |
| ---- | ----------- | ----------- |
| 1991 | 16 266      | [ 4 ]       |
| 1991 | 16 266      | [ 31 ]      |
| 2001 | 16 040      | [ 4 ]       |
| 2001 | 16 040      | [ 31 ]      |
| 2011 | 15 263      | [ 4 ]       |
| 2014 | 15 664      | [ 32 ]      |
| 2016 | 15 611      | [ 33 ]      |
| 2017 | 15 477      | [ 34 ]      |
| 2018 | 15 429      | [ 35 ]      |

| Рік  | Чисельність | Чисельність |
| ---- | ----------- | ----------- |
| 2019 | 15 297      | [ 36 ]      |
| 2020 | 15 193      | [ 37 ]      |
| 2021 | 15 117      | [ 38 ]      |
| 2021 | 14 390      | [ 39 ]      |
| 2022 | 14 738      | [ 40 ]      |
| 2023 | 14 837      | [ 41 ]      |
| 2024 | 14 716      | [ 42 ]      |
| 2025 | 14 704      | [ 6 ]       |

| Рік  | Чисельність | Чисельність |
| ---- | ----------- | ----------- |
| 1869 | 13 180      | [ 4 ]       |
| 1869 | 15 610      | [ 31 ]      |
| 1880 | 17 604      | [ 31 ]      |
| 1880 | 15 162      | [ 4 ]       |
| 1890 | 20 654      | [ 31 ]      |
| 1900 | 23 501      | [ 31 ]      |
| 1910 | 25 589      | [ 31 ]      |
| 1921 | 22 242      | [ 31 ]      |
| 1930 | 22 621      | [ 4 ]       |

| Рік  | Чисельність | Чисельність |
| ---- | ----------- | ----------- |
| 1930 | 24 742      | [ 31 ]      |
| 1950 | 15 782      | [ 31 ]      |
| 1950 | 15 043      | [ 4 ]       |
| 1961 | 14 089      | [ 31 ]      |
| 1961 | 13 463      | [ 4 ]       |
| 1970 | 14 006      | [ 4 ]       |
| 1970 | 14 512      | [ 31 ]      |
| 1980 | 16 356      | [ 4 ]       |
| 1980 | 16 356      | [ 31 ]      |

| Рік  | Чисельність | Чисельність |
| ---- | ----------- | ----------- |
| 1991 | 16 266      | [ 4 ]       |
| 1991 | 16 266      | [ 31 ]      |
| 2001 | 16 040      | [ 4 ]       |
| 2001 | 16 040      | [ 31 ]      |
| 2011 | 15 263      | [ 4 ]       |
| 2014 | 15 664      | [ 32 ]      |
| 2016 | 15 611      | [ 33 ]      |
| 2017 | 15 477      | [ 34 ]      |
| 2018 | 15 429      | [ 35 ]      |

| Рік  | Чисельність | Чисельність |
| ---- | ----------- | ----------- |
| 2019 | 15 297      | [ 36 ]      |
| 2020 | 15 193      | [ 37 ]      |
| 2021 | 15 117      | [ 38 ]      |
| 2021 | 14 390      | [ 39 ]      |
| 2022 | 14 738      | [ 40 ]      |
| 2023 | 14 837      | [ 41 ]      |
| 2024 | 14 716      | [ 42 ]      |
| 2025 | 14 704      | [ 6 ]       |

|  |